# Nuestra Señora del Rosario de Pompeya
Nuestra Señora del Rosario de Pompeya o Virgen de Pompeya, es una advocación mariana de la Virgen del Rosario surgida en la segunda mitad del siglo XIX en el valle de Pompeya, en Italia.

## Historia
En el año 79 una conocida erupción tuvo lugar del volcán del Monte Vesubio que sepultó a la pagana ciudad de Pompeya en el valle del mismo nombre, a sur de Italia. Siglos después la población ahí era escasa y después de 1860, sólo una minoría practicaba la fe católica, pues la ignorancia y la superstición habían ido carcomiendo cultura y la fe por lo que muy pocas personas practicaban y asistían a los servicios religiosos en la pequeña capilla comunitaria y desde el fallecimiento del sacerdote, la feligresía había disminuido más.
El abogado Bartolo Longo quien había sido educado como terciario dominico católico, llegó al valle de Pompeya los primeros días de octubre de 1872, para trabajar para la viuda y condesa de Fusco, Mariana Farnararo, mujer apostólica y de viva fe, quien contaba con varias propiedades en el lugar; Bartolo fue enviado a evaluar las condiciones de las propiedades de la condesa, y se dio cuenta de la miseria espiritual en la zona que privaba e la zona.

El día 9 de octubre de 1872, caminaba solo por la tarde, cerca de la capilla en ruinas de Pompeya, cuando tuvo una experiencia mística, la cual describió así:
“Mientras reflexionaba sobre mi condición, experimenté una profunda desesperación y casi me suicidé. Entonces oí el eco de la voz de Fray Alberto repitiendo las palabras de la Santísima Virgen María: «Si buscas la salvación, promulga el Rosario. Esta es la promesa de María». Estas palabras iluminaron mi alma. Caí de rodillas. «Si es cierto... no me iré de este valle hasta que haya propagado tu Rosario»”.
Bartolo respondió al llamado, se comprometió a popularizar el rezo del Santo Rosario en la población Se hizo catequista y realizó los primeros esfuerzos, de comunicar a la gente la devoción del Rosario parecía no interesar a la gente, los cuales no lograron el impacto deseado. Bartolo insistió, días, semanas y meses, hasta que a los tres años ya se había reunido, un grupo para reparar la capilla y una hermandad para rezar el rosario en ella.
El obispo de la diócesis de Nola, Mons. Formisano, visitó el valle a mediados de 1875 y felicitó a Bartolo por el buen trabajo que había realizado, y le sugirió que construyera una iglesia en honor a “Nuestra Señora de Pompeya” y señaló un campo cerca de la capilla. Inmediatamente después comentó que no muchos años después, habría una basílica en ese lugar. Esas palabras fueron proféticas, ya que años después se construyó un templo a manera de basílica.
El número de fieles al rezo diario del Santo Rosario fue creciente en el valle de Pompeya, por lo que se decidió conseguir una imagen de la Santísima Virgen, para promover la devoción y facilitar a fieles su meditación durante el rezo. 

## La imagen
El 13 de octubre de 1875, Bartolo fue a Nápoles intentando obtener una imagen adecuada, y después de buscar, obtuvo una imagen deteriorada en el convento de Nápoles mismo que le fue entregado por Sor Maria Concetta De Litala, del Convento del Rosariello en Porta Medina el cual fue reparado y repintado por Guglielmo Galella. El cuadro fue transportado por Angelo Tortola, junto con una carga de estiércol, el cual llegó el 13 de febrero de 1876 cuando la iglesia aún estaba en construcción y así fue instalado.
La imagen llegó a la capilla, y la gente se sintió satisfecha con la imagen y así se consagró. Desde su instalación hasta el 19 de marzo se empezaron a resonar algunos milagros, algunos de ellos con repercusión en toda Italia a través de la intercesión de María como Nuestra Señora de Pompeya. Ocho milagros fueron registrados, siendo el primero el de la niña Clorida Lucarelli, quien había sido declarada incurable, sanó completamente de las convulsiones epilépticas.

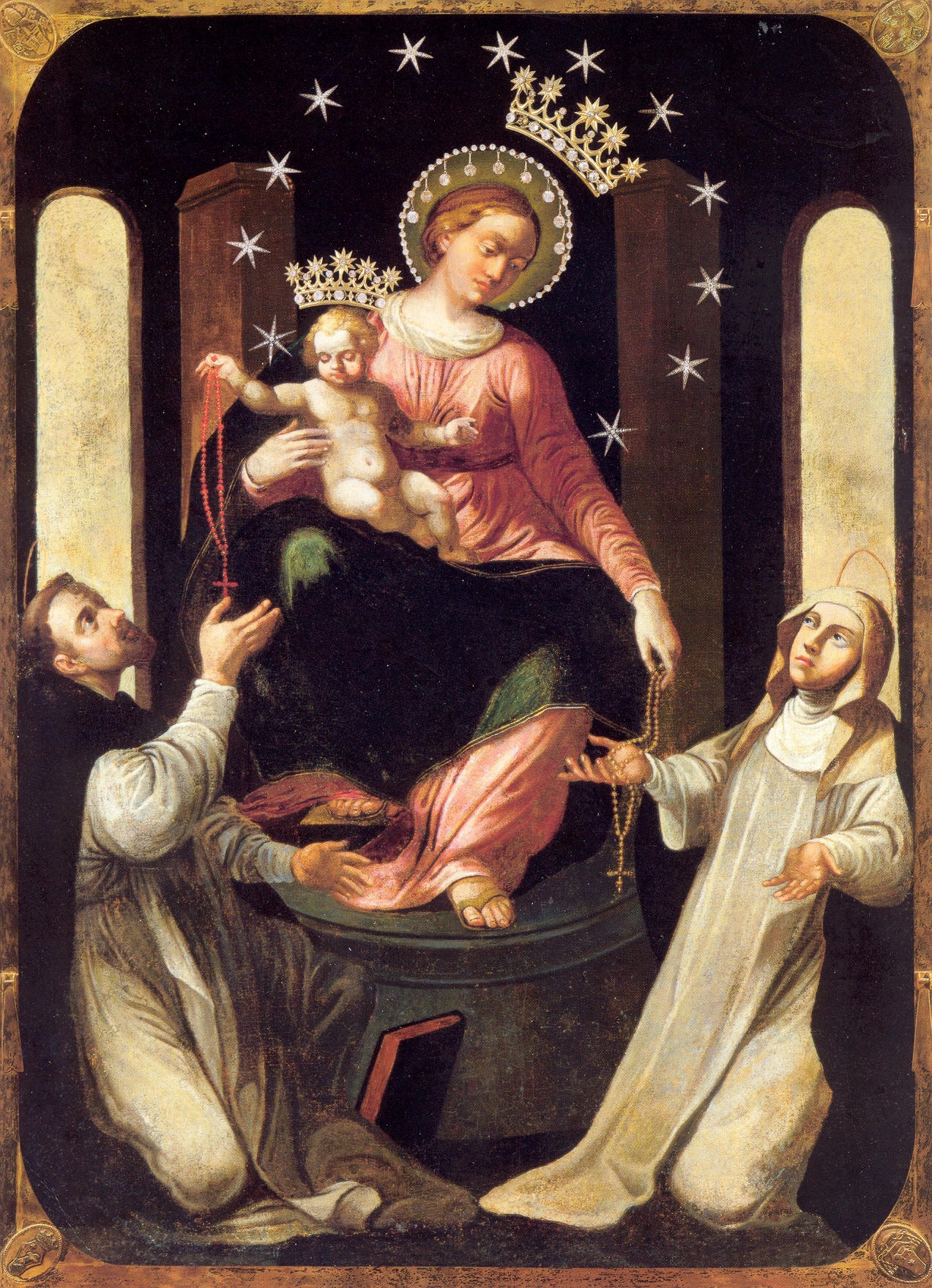
Virgen del Rosario de Pompeya

El cuadro, en 1880 fue repintado por Federico Maldarelli, sustituyendo a santa Rosa de Lima por santa Catalina de Siena.
En 1884 Bartolo fundó el periódico “El rosario y la Nueva Estampa” contrató gente local y formó una escuela para educar niños pobres en tipografía. Luego fundó un orfanato y una congregación de las Hijas del Santo Rosario de la Tercera Orden dominica.
En la imagen, la Virgen de Pompeya está sentada y tiene al niño Jesús sostenido por su mano derecha, sentado sobre su pierna; un poco más abajo y a sus pies están Santo Domingo y Santa Catalina de Siena; la Virgen está entregando a Santa Catalina con la mano izquierda un Rosario, y Santo Domingo recibe un rosario del niño Jesús. La virgen cuenta con su aura de santidad, una corona dorada y en forma circular, 12 estrellas rodean su cabeza. El estrado cuenta con la inscripción “Ave María”. La imagen de la Virgen mide 120 cm de altura y 100 cm de anchura.
Para ello Bartolo con su compromiso en mente, viajó para conseguir donatarios para la construcción, asunto que logró ya que el año siguiente y por catorce más se realizó la construcción de la iglesia (1876-1891). 

## Aparición
En enero de 1883, Fortuna Agrelli enfermó de tres enfermedades incurables y sus médicos se habían dado por vencidos, diciendo que era un caso perdido, sin esperanza. Fortuna suplicó a Nuestra Señora: «Reina del Santo Rosario, ten piedad de mí y devuélveme la salud». La Virgen se apareció como Reina del Rosario el 3 de marzo de 1884 a Fortuna Agrelli después de que ella y sus padres oraran por su recuperación de una enfermedad. La Santísima Madre se apareció a Fortuna sentada en un alto trono profusamente decorado con flores, con el Niño Jesús en su regazo. Sostenía un rosario en la mano y estaba acompañada por Santo Domingo y Santa Catalina de Siena. Nuestra Señora y el Niño vestían ropas bordadas en oro. La Santísima Virgen respondió: 
«Me has invocado con diversos títulos y siempre has obtenido favores de mí. Ahora, ya que me has llamado con el título tan grato para mí, 'Reina del Santo Rosario', ya no puedo negarme al favor que me pides; pues este nombre es el más preciado y querido para mí. Haz tres novenas y lo obtendrás todo». Nuestra Señora la curó después de que ella y su familia rezaran la novena. 
La niña sanó el 8 de mayo de ese año. Después, Nuestra Señora se apareció de nuevo. Esta vez dijo: 
«Quien desee obtener favores míos, debe rezar tres novenas del Rosario en petición y tres novenas en acción de gracias». 

## Novena
En octubre de 1883 una devoción especial conocida como “Súplica a la Reina de las Victorias” se inició, pues se dice que la promesa, «Quien desee mis favores, que haga tres novenas de petición y tres de acción de gracias». fue hecha a uno de los niños sanados en Pompeya.
La devoción por la Madonna del Rosario, creció tano que el 8 de mayo de 1887, el Cardenal Mónaco de la Valleta realizó una coronación solemne de la imagen con una diadema de brillantes bendecida por el Papa León XIII. El 8 de mayo de 1891, bajo el título de "Reina de las Victorias" se llevó a cabo la Solemne Consagración del nuevo Santuario de Pompeya. Desde entonces, especialmente entre 1891 y 1894, se han registrado oficialmente cientos de milagros en el santuario. En 1901, fue elevada a Basílica.
En 1894 Bartolo y su esposa, la condesa Marianna Farnararo De Fusco, cedieron la nueva iglesia al papado, bajo cuyo cuidado ha permanecido el santuario desde entonces. La imagen fue coronada inmediatamente después de su entronización, el día de la inauguración del nuevo santuario.
El Papa Pío XI ordenó la construcción de la nueva basílica misma que inició su construcción en 1934 y se terminó en 1939.
El 23 de abril de 1965 la imagen fue restaurada por artistas del Vaticano por tercera vez, y coronada por el papa Pablo VI en la Basílica de San Pedro, coronando con dos nuevas y preciosas diademas sobre las cabezas de Jesús y María ofrecidas por el pueblo.
Bartolo Longo falleció en 1926, y fue declarado beato el 26 de octubre de 1980, por Juan Pablo II.

## Basílica

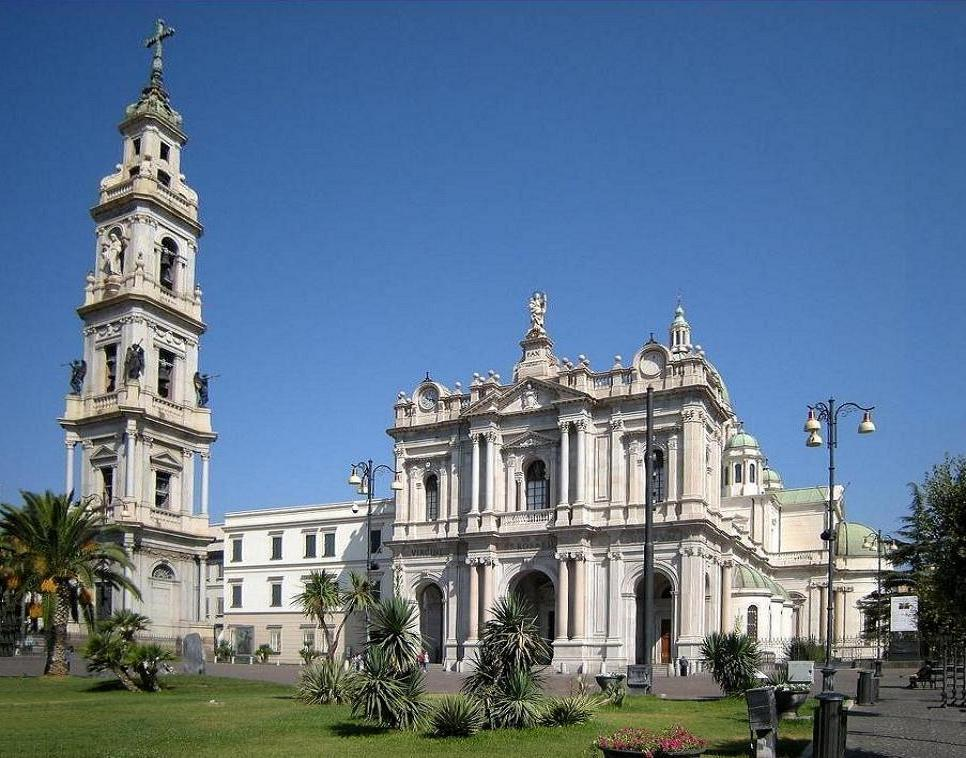
Santuario de Nuestra Señora de Pompeya

El santuario fue construido con las ofrendas de los fieles. Su construcción se inició el 8 de mayo de 1876 hasta el 8 de mayo de 1891, para lo cual se llevó a cabo la Consagración del nuevo Santuario de Pompeya. El santuario fue elevado a la dignidad de Basílica Pontificia por el Papa León XIII el 4 de mayo de 1901. El campanario, que tiene 88 m, fue iniciado en 1912 y finalizado en 1925. En los años siguientes el santuario sobrevivió a grandes eventos como la erupción del Vesubio en 1944 y la llegada de las tropas nazis que amenazaron con la destrucción del Santuario Nuestra Señora del Rosario de Pompeya.
El santuario es destino de peregrinaciones, y turistas. Cada año, más de cuatro millones de personas visitan el santuario, en particular, el 8 de mayo y el primer domingo de octubre, decenas de miles de peregrinos acuden a la ciudad de Pompeya, para celebrar la fiesta en honor de la Santísima Virgen del Rosario de Pompeya. El 21 de octubre de 1979 Juan Pablo visitó por primera vez la Basílica. El 7 de octubre del 2003 Juan Pablo II, realizó la segunda visita a la basílica.